# Alexandru Cicâldău
Alexandru Cicâldău (Medgidia, 8 de julio de 1997) es un futbolista rumano que juega en la demarcación de centrocampista para el CS Universitatea Craiova de la Liga I.

## Selección nacional
Tras jugar con la selección de fútbol sub-19 de Rumania y la sub-21, finalmente hizo su debut con la selección absoluta el 24 de marzo de 2018 en un partido amistoso contra Israel que finalizó con un resultado de 1-2 a favor del combinado rumano tras el gol de Tomer Hemed para Israel, y de Nicolae Stanciu y George Țucudean para Rumania.

### Participaciones en Eurocopas
| Copa          | Sede     | Resultado        | Partidos | Goles |
| ------------- | -------- | ---------------- | -------- | ----- |
| Eurocopa 2024 | Alemania | Octavos de final | 1        | 0     |

## Clubes
| Club                     | País                   | Año       | Partidos | Goles |
| ------------------------ | ---------------------- | --------- | -------- | ----- |
| F. C. Viitorul Constanța | Rumania                | 2015-2018 | 49       | 1     |
| CS Universitatea Craiova | Rumania                | 2018-2021 | 129      | 33    |
| Galatasaray S. K.        | Turquía                | 2021-2022 | 41       | 5     |
| Kalba S. C. (cedido)     | Emiratos Árabes Unidos | 2022-2023 | 30       | 5     |
| Konyaspor (cedido)       | Turquía                | 2023-2024 | 32       | 1     |
| CS Universitatea Craiova | Rumania                | 2024-     | 15       | 3     |

## Palmarés

### Campeonatos nacionales
| Título               | Club                     | País    | Año  |
| -------------------- | ------------------------ | ------- | ---- |
| Liga I               | F. C. Viitorul Constanța | Rumania | 2017 |
| Copa de Rumania      | CS Universitatea Craiova | Rumania | 2021 |
| Supercopa de Rumania | CS Universitatea Craiova | Rumania | 2021 |